# Chaetodon ocellatus
Chaetodon ocellatus é uma espécie de peixes tropicais marinhos da família Chaetodontidae genericamente conhecida como peixes-borboleta. No Brasil é conhecido por diversos nomes: Beija-moça, Bicudinha, Bicudo, Borboleta,Borboleta-amarelo, Caco-de-prato, Jandaia, Namorado, Parum-amarelo, Parum-bicudo, Saberé eViuvinha. O nome científico vem do gregoChaeto, cerda ou cabelo, e donte, dente, em referência ao tipo de dentes encontrados nesta família de peixes; ocellatuspode ser traduzido do latim como com mancha ou com olhos, referindo-se à pinta que imita um olho na barbatana dorsal do peixe. Habitam os recifes e regiões costeiras do Atlântico ocidental tropical.

## Descrição
Chaetodon ocellatus são peixes que podem atingir 20 centímetros de comprimento, porém são mais comuns com cerca de dezesseis, têm corpo largo, lateralmente comprimido, com uma única barbatana dorsal com 12 a 14 espinhas dorsais e de 18 a 21 raios dorsais macios e 3 espinhas anais com 15 a 17 raios anais. O corpo é branco, com uma barra vertical preta na cabeça que atravessa o olho, tornando difícil de vê-lo. A maiorida dos peixes desta espécie têm uma grande mancha negra na base da porção mole da barbatana dorsal e uma pequena mancha preta na ponta posterior da barbatana. Nos juvenis, uma segunda barra preta existe a partir da base da porção posterior da barbatana dorsal até a base da barbatana anal. As barbatanas dorsal, caudal e anal são amarelas ou transparentes. Há também uma lista amarela curta e estreita da abertura branquial até a base peitoral. Sua boca é pequena com minúsculas cerdas em vez de dentes. Durante a noite aparecem nos peixes manchas laterais escuras de modo a melhor confundirem-se com o entorno.
A finalidade deste padrão é fazer que os predadores confundam as extremidades posterior e anterior do peixe. O primeiro instinto do peixe ameaçado é fugir, confundindo o predador que normalmente mira os olhos e assim imagina que ele nadará para o lado contrário. Quando a fuga não é possível, o peixe, às vezes, vira-se para enfrentar seu agressor, de cabeça baixa com as espinhas da barbatana dorsal totalmente eretas, como um touro prestes a atacar. Isto pode servir para intimidar o outro animal ou pode lembrar o predador que o peixe é muito espinhoso para tornar-se uma refeição aprazível.

## Ecologia
Chaetodon ocellatus habitam os recifes e regiões costeiras, entre 0 e 30 metros de profundidade do Atlântico ocidental tropical, desde 43.35°N, o Golfo do Maine, estendendo-se pela costa da Flórida, Golfo do México e Mar do Caribe, Bahamas e Venezuela, até o nordeste do Brasil, nos recifes próximos à costa do Rio Grande do Norte.
Os espécimes juvenis desta espécie são mais frequentemente encontrados em leitos de algas marinhas. Adultos são mais comum em recifes rasos ao redor de Florida do que no resto do Caribe, encontrados em em pares ou em grupos de 4 ou 5. Como normalmente alimenta-se remexendo a areia do fundo do mar, ao contrário da maioria das outras espécies deste gênero que preferem pólipos de corais, são mais comuns em locais mais abertos aro redor dos corais e costas do que em meio aos recifes.
Como seu parente próximo, Chaetodon capistratus, também são espécies diurnas, e alimentam-se principalmente de Zoanthidea, Polychaeta, Gorgonia, Urochordata e anêmonas do mar que refiram das fendas e esconderijos com a ajuda das cerdas que tem em vez de dentes. Procuram abrigo no final do dia, a fim de descansar e  esconder-se de tubarões e moréias, seus principais predadores, bem como de quaisquer outros. Chaetodon ocellatus ocasionalmente é hospedeiro do ectoparasita Caligus atromaculatus.

## Reprodução

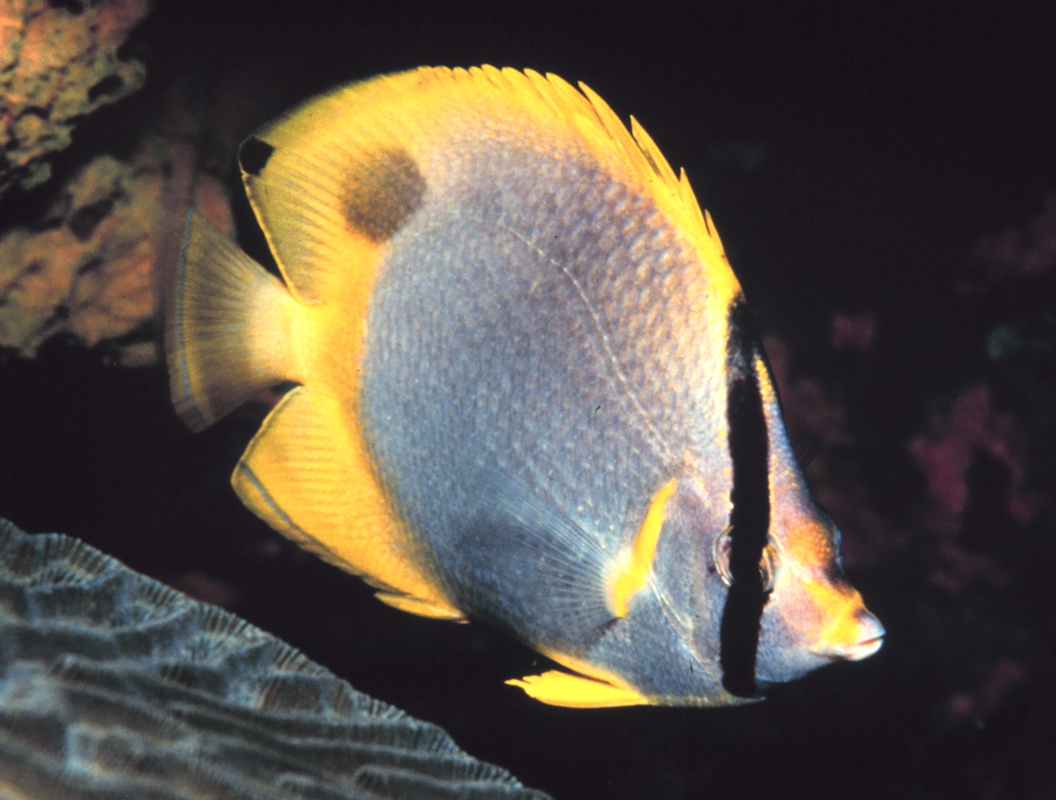
Chaetodon ocellatus

Durante o namoro muitas vezes, os peixes ficam circulando cabeça com cauda até que um desiste e fuja, sendo perseguido pelo outro. Não apresentam cuidados parentais e são reprodutores livres, que liberam seus gametas geralmente ao anoitecer. No momento da desova par fica flutuando lentamente em um ângulo de 45° e liberam subitamente seus ovos e esperma que desaparecem rapidamente em direção ao fundo. A fêmea cerca de 3 a 4 mil óvulos por noite. Os ovos são pelágicos, e eclodem em um dia. As larvas, chamadas tholichthys, são características apenas da família dos peixes borboleta. Esta fase da vida é muito diferente: a cabeça é protegida por uma armadura óssea e placas ósseas estendem-se para trás da cabeça. Os tholichthys são cinza prateados, quase transparentes, uma útil adaptação das espécies que vivem em suspensão. Depositam-se no fundo durante a noite, depois que atingem 20 milímetros. Às vezes, milhares de tholichthys eclodem na mesma noite. Crescem tão rápido que pela manhã as larvas já assemelham-se  à fase juvenil no que diz respeito à cor do peixe. É comum que os ovos sejam levados para o Norte pela correnteza porém os peixes nascidos muito ao norte, pois há registros deles até na costa do Canadá, perecem no inverno devido ao frio. A temperatura da água deve sempre estar entre 23 e 28 graus para que esses peixes sobrevivam.

## Taxonomia
Pertencem ao subgênero Chaetodon junto com mais três espécies: Chaetodon marleyi, Chaetodon capistratus e Chaetodon striatus. Este subgênero e formado por espécies que existem principalmente no Atlântico tropical, normalmente caracterizadas por serem de padrões estriados, com menos de 20 centímetros de comprimento e alimentarem-se principalmente de invertebrados e algas.

## Importância para o homem
Esse peixe é frequente em aquários por ser uma das espécies mais resistente de Chaetodon, peixes geralmente difíceis de manter em cativeiro devido à dificuldade em fornecer sua alimentação altamente especializada.